# Кисєлево (Калузька область)
Кисєлево (рос. Киселево) — присілок в Боровському районі Калузької області Російської Федерації.
Населення становить 21 особу. Входить до складу муніципального утворення Муніципальне утворення село Ворсино.

## Історія
До 1944 року населений пункт належав до Московської області. Від 1944 року в складі Калузької області.
Від 2004 року входить до складу муніципального утворення Муніципальне утворення село Ворсино.

## Населення
| 2002 | 2010 |
| ---- | ---- |
| 17   | ↗21  |

## Персоналії
- Токарєв Борис Васильович (* 1947) — радянський, російський актор, кінорежисер, продюсер.